# Стрільба на літніх Олімпійських іграх 2024 — скит (жінки)
Змагання зі стрільби в скиті серед жінок на літніх Олімпійських іграх 2024 відбулися 3 і 4 серпня в Національному стрілецькому центрі в Шатору (Франція).

## Розклад
Вказано центральноєвропейський літній час (UTC+2)
| Дата                                          | Час       | Раунд        |
| --------------------------------------------- | --------- | ------------ |
| П'ятниця, 3 серпня 2024 Субота, 4 серпня 2024 | 9:00 9:30 | Кваліфікація |
| Субота, 3 серпня 2024                         | 15:30     | Фінал        |

## Підсумки

### Фінал
| Місце | Спортсменка              | Серії | Серії | Серії | Серії | Серії | Серії | Нотатки |
| Місце | Спортсменка              | 1     | 2     | 3     | 4     | 5     | 6     | Нотатки |
| ----- | ------------------------ | ----- | ----- | ----- | ----- | ----- | ----- | ------- |
| 1     | Франциска Кроветто (CHI) | 9     | 19    | 29    | 38    | 48    | 55    |         |
| 2     | Ембер Руттер (GBR)       | 10    | 19    | 28    | 37    | 46    | 55    |         |
| 3     | Остін Сміт (USA)         | 9     | 18    | 27    | 36    | 45    |       |         |
| 4     | Ванеса Гоцкова (SVK)     | 10    | 17    | 26    | 34    |       |       |         |
| 5     | Еммануела Кацуракі (GRE) | 7     | 17    | 23    |       |       |       |         |
| 6     | Данка Бартекова (SVK)    | 9     | 17    |       |       |       |       |         |